# Xăng mã trâm
Xăng mã trâm (danh pháp khoa học: Carallia eugenioidea) là một loài thực vật có hoa trong họ Rhizophoraceae. Loài này được King mô tả khoa học đầu tiên năm 1897.